# Noisettia orchidiflora
Noisettia orchidiflora är en violväxtart som först beskrevs av Edward Rudge, och fick sitt nu gällande namn av Gingins. Noisettia orchidiflora ingår i släktet Noisettia och familjen violväxter. Inga underarter finns listade i Catalogue of Life.